# Islamitisch Zuidoost-Azië

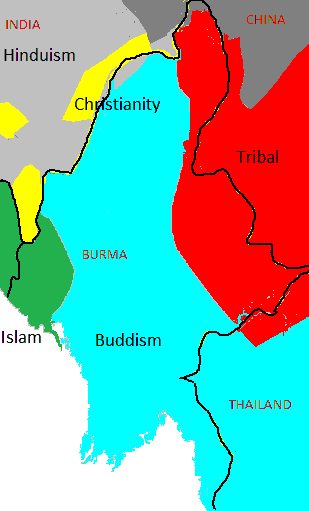
Religie in Myanmar.

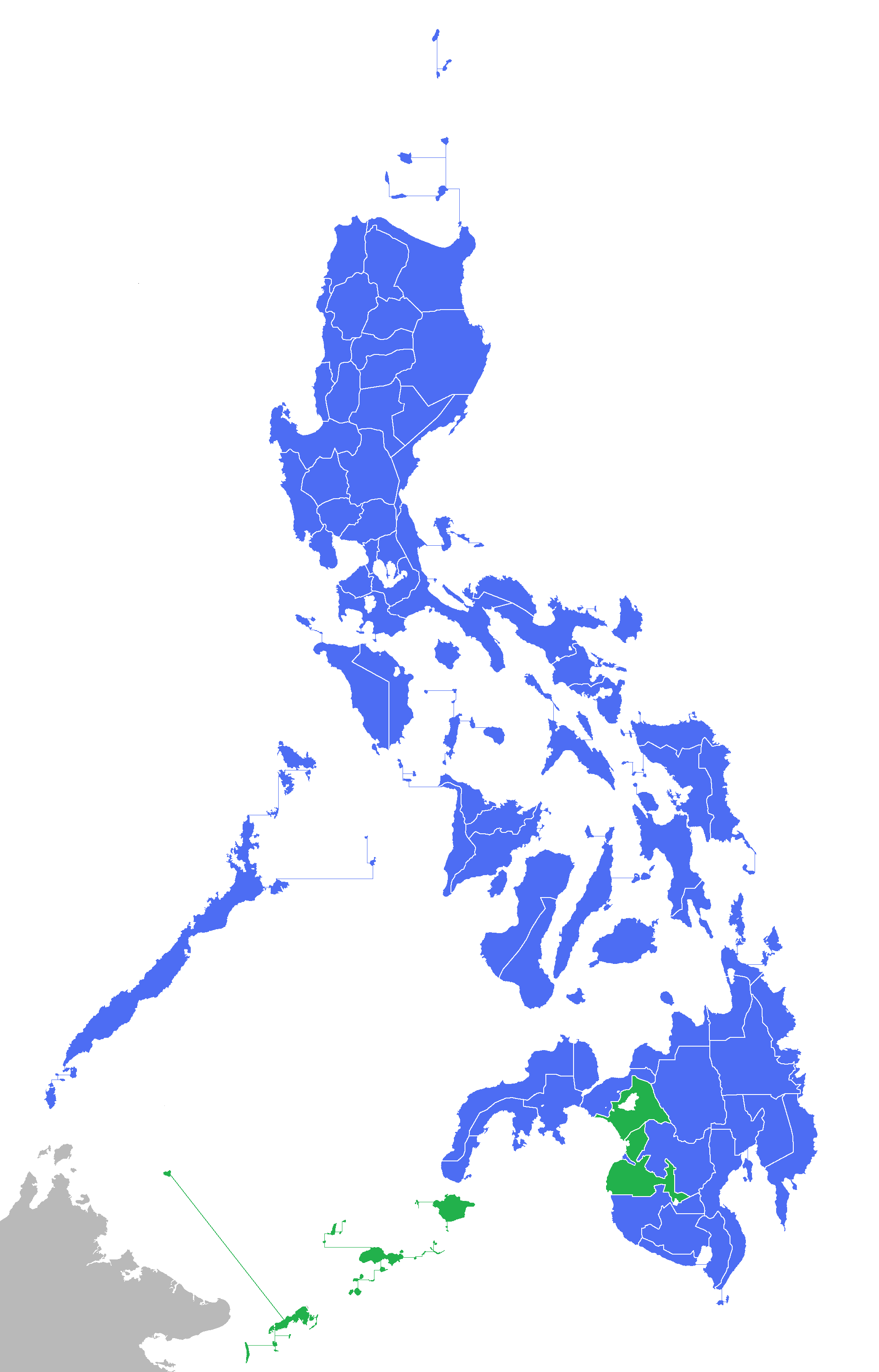
Religie in de Filipijnen.
Blauw: christendom, groen: islam.

Islamitisch Zuidoost-Azië (niet te verwarren met de Maleisische wereld) verwijst naar de gebieden in Zuidoost-Azië met een aanzienlijke populatie moslims. Het bevat:
- De meeste delen van Indonesië, waaronder het grootste deel van Java, Sumatra, Kalimantan, West-Nusa Tenggara, Noord-Molukken en Sulawesi (alleen Java en Sumatra hebben de meerderheid van de Indonesische bevolking). Uitgezonderd zijn West-Timor, West-Papoea, Papoea, Oost-Nusa Tenggara en de provincie Maluku, die voornamelijk christelijk zijn, en Bali, dat voornamelijk hindoeïstisch is.
- Maleisië
- Brunei
- Zuid-Filipijnen (Bangsamoro)
- Zuid-Thailand
- Cocoseilanden
- Westelijkste delen van Myanmar, vlak bij de grens met Bangladesh (Rohingya).

Cultureel gezien zou het ook het Maleisische volk van Singapore, het Cham-volk van Cambodja en Vietnam en andere moslimgemeenschappen in Zuidoost-Azië omvatten.
Er leven naar schatting ongeveer 240 miljoen moslims in Islamitisch Zuidoost-Azië waarvan de meeste soennitische moslims zijn die de Sjafiietische rechtschool volgen. Een kleine minderheid volgt het soefisme.

## Referentie
- Islam in an Era of Nation-States: Politics and Religious Renewal in Muslim Southeast Asia, edited by Robert W. Hefner; Patricia Horvatich, University of Hawaii Press, Dec 2007 ISBN 978-0-8248-1957-6
- Barendregt, Bart. 2006. “Nasyid in the Making: Transnational Soundscapes for Muslim Southeast Asia.” in Medi@asia: Communication, Culture, Context, Holden, T. and T. Scrase (eds.), pp. 171–187, London: Routledge.